# Esther Jones
Esther B. Jones, ameriška atletinja, * 7. april 1969, Chicago, ZDA.
Nastopila je na poletnih olimpijskih igrah leta 1992, kjer je osvojila naslov olimpijske prvakinje v štafeti 4×100 m.